# Ülker
Ülker Bisküvi Sanayi A.Ş. ist ein türkischer Lebensmittelkonzern mit Hauptsitz in Istanbul, der sich seit seiner Gründung im Jahr 1944 zu einem der größten Süßwarenhersteller der Welt entwickelt hat. Das Unternehmen, das als kleine Bäckerei begann, produziert heute eine breite Palette von Produkten, darunter Kekse, Schokolade, Getränke und Milchprodukte, und exportiert in über 100 Länder weltweit.

## Geschichte

### Entwicklung von Ülker
Die Geschichte von Ülker beginnt im Jahr 1944, als die Brüder Sabri und Asim Ülker in Istanbul eine kleine Bäckerei eröffneten. In dieser bescheidenen Anfangszeit stellten sie ihre ersten Pötibör-Kekse (petit beurre) her, die den Grundstein für das zukünftige Süßwarenimperium legten. Die 1970er Jahre markierten eine bedeutende Expansionsphase für das Unternehmen, als es 1970 seine Keksproduktion nach Ankara verlagerte. Ein weiterer Meilenstein wurde 1972 erreicht, als Ülker erstmals Schokolade herstellte, die sich so großer Beliebtheit erfreute, dass 1974 in Istanbul eine eigene Schokoladenfabrik errichtet wurde. In den 1980er Jahren diversifizierte das Unternehmen seine Aktivitäten und begann mit der Herstellung einiger eigener Geräte, was 1984 zur Gründung des Werks Topkapı Makine führte, das Maschinen für die Keks- und Schokoladenherstellung produzierte.
Ein entscheidender Schritt in der Unternehmensstruktur erfolgte 1989 mit der Gründung der Yıldız Holding, die alle Operationen und Geschäfte innerhalb der Gruppe konsolidierte. In den frühen 1990er Jahren erweiterte Ülker sein Produktportfolio erheblich: 1992 stieg das Unternehmen in den Markt für Margarine, Pflanzenöle und industrielle Lebensmittelöle ein, gefolgt vom Eintritt in die Milchindustrie im Jahr 1996.
Die Jahrtausendwende brachte weitere Produktinnovationen mit sich, darunter die Einführung von Eiscreme, Babynahrung, Erfrischungsgetränken und Instantkaffee. Im Jahr 2002 erweiterte Ülker sein Angebot um kohlensäurehaltige Getränke, und 2003 begann die Produktion von türkischem Kaffee. Ein bemerkenswerter Erfolg war die Einführung von Cola Turka im Jahr 2003, die schnell zu einem der Verkaufsschlager des Unternehmens wurde. Trotz des beeindruckenden Wachstums und der Diversifizierung blieb Ülker seinen Wurzeln treu und behielt das beliebte Pötibör-Butterkeks, mit dem alles begann, als festen Bestandteil seines Produktportfolios bei.

### Internationale Expansion
Ülker hat in den letzten Jahren eine beeindruckende internationale Expansion vollzogen. Das Unternehmen exportiert mittlerweile über 300 Marken in mehr als 100 Länder weltweit. Ein wichtiger Schritt war die Akquisition des belgischen Premium-Schokoladenherstellers Godiva Chocolatier im Jahr 2007. 2014 übernahm Ülker den britischen Kekshersteller United Biscuits, wodurch die Gruppe zum drittgrößten Kekshersteller weltweit aufstieg.
Im Nahen Osten konnte Ülker seine Position deutlich ausbauen und ist inzwischen Marktführer im Biskuitsektor in Ägypten und Saudi-Arabien. Die Expansion in Ägypten wurde durch die Übernahme der Firma Hi Food im Jahr 2016 vorangetrieben. In Saudi-Arabien hält Ülker eine 55-prozentige Beteiligung an der Food Manufacturers Company und betreibt dort eine Fabrik nahe Dschidda. Auch in Kasachstan und anderen zentralasiatischen Ländern verzeichnet das Unternehmen ein starkes Wachstum. 2021 erfolgte die Übernahme von Önem Gıda, wodurch Ülker nun in insgesamt 13 Fabriken in der Türkei, Saudi-Arabien, Kasachstan und Ägypten produziert. Um den Vertrieb in Europa zu stärken, gründete Ülker die Akar GmbH mit Hauptsitz in Langenbach, heute in Moosinning.
Ein wichtiger Schritt zur Bündelung der internationalen Aktivitäten war die Gründung der Firma pladis im Jahr 2016, unter deren Dach die globalen Marken wie Godiva, McVitie’s und Ülker zusammengefasst wurden. 2021 startete Ülker den Online-Vertrieb seiner Produkte in mehreren europäischen Ländern über Amazon. Im Jahr 2024 expandierte das Unternehmen in die Vereinigten Arabischen Emirate, ebenfalls über den Online-Kanal. Ülker plant, seine Präsenz in Nordafrika und den USA weiter auszubauen, wobei der Start des US-Geschäfts für das zweite Quartal 2024 anvisiert wurde.

## Unternehmensstruktur und Wirtschaftsdaten
Ülker Bisküvi Sanayi A.Ş., der führende türkische Lebensmittelkonzern, ist eine Tochtergesellschaft der Yıldız Holding und Teil der globalen Pladis Foods Group. Das Unternehmen, das in über 100 Länder exportiert, verfügt über 13 Produktionsstätten, davon 9 in der Türkei und 4 im Ausland, und beschäftigt mehr als 9.000 Mitarbeiter. Die Aktionärsstruktur zeigt, dass die Familie Ülker mit 47,23 % den größten Anteil hält, gefolgt von Ali Ülker mit 0,9487 %.
Im Geschäftsjahr 2023 erzielte Ülker einen Gesamtumsatz von 55,84 Milliarden TRY, wobei 68,2 % auf den türkischen Markt und 31,8 % auf internationale Geschäfte entfielen. Das Unternehmen konnte im ersten Halbjahr 2024 seinen Umsatz auf 36,6 Milliarden TRY steigern, mit einem Anteil von 69 % aus dem Inlandsgeschäft und 31 % aus Exporten und internationalen Aktivitäten. Im ersten Quartal 2024 belief sich der Umsatz auf 19,6 Milliarden TRY, wobei 68,5 % auf die Türkei und 31,5 % auf internationale Operationen entfielen. Ülker investiert kontinuierlich in Forschung und Entwicklung, Innovation, Digitalisierung und Nachhaltigkeit. Die Finanzprognosen für das Unternehmen zeigen eine steigende EBITDA-Marge von 18,3 % für 2024 und 18,16 % für 2025. Der Return on Equity (ROE) wird für 2024 auf 27,2 % und für 2025 auf 26,4 % geschätzt. Das Kurs-Gewinn-Verhältnis (KGV) wird für 2024 auf 5,26 und für 2025 auf 4,04 prognostiziert. Ülker hat im Jahr 2024 eine Anleihe im Wert von 550 Millionen US-Dollar emittiert, an der sich mehr als 100 internationale Investoren aus 20 Ländern beteiligten. Das Unternehmen hält führende Positionen auf den Keksmärkten in der Türkei, Saudi-Arabien und Ägypten und verzeichnet ein starkes Wachstum in Kasachstan und den zentralasiatischen Ländern.

## Auswahl von Marken der Ülker-Gruppe

Eine der bekanntesten Marken des Unternehmens: Cola Turka (alte Verpackung)

- Albeni
- Alpella
- Altın Hasat
- Baby Star
- Biskrem
- Bizim Mutfak
- Bizim Yağ
- Bolero
- Cafe Crown
- Caramio
- Chewy
- Coco Pops
- Coco Pops Bar
- Coco Star
- Cola Turka
- Çamlıca
- Çikolatalı Gofret
- Çizi
- Çokokrem
- Çokonat
- Çokoprens
- Dankek
- Golf
- Godiva Chocolatier
- Halley
- Hanımeller
- Hasat
- Hero Baby
- İçim
- İçim Smartt
- İkram
- Kalbim
- Kalbim Benecol
- Kekstra
- King Top
- Kitymilk
- Kremini
- Mavi Yeşil
- Oktay kek
- Oranj
- Peki
- Piko
- Rodeo
- Rondo
- Special K
- Stars
- Sunny
- Teremyağ
- Toto
- Türk Kahvesi
- Ülker Golden Çikolata
- Ülker Hero Aktipro
- Ülker Kellogg’s
- Ülker Hobby
- Ülker Probis
- Yıldız
- Yupo